# Thị trường tiền tệ (vốn)
Thị trường tiền tệ là thị trường vốn ngắn hạn (dưới 1 năm), nơi diễn ra các hoạt động của cung và cầu về vốn ngắn hạn. Vốn ngắn hạn bao gồm cả giấy tờ có giá ngắn hạn, có kỳ hạn tức là mua bán những món nợ ngắn hạn rủi ro thấp, tính thanh khoản cao. Thị trường tiền tệ diễn ra chủ yếu thông qua hoạt động của hệ thống ngân hàng, vì các ngân hàng là chủ thể quan trọng nhất trong việc cung cấp và sử dụng vốn ngắn hạn.
Thị trường tiền tệ là thị trường phi tập trung tại các phòng kinh doanh của các ngân hàng và các công cụ kinh doanh đầu tư chuyên nghiệp thông qua mạng lưới điện thoại, internet rộng lớn. Các nghiệp vụ trên thị trường tiền tệ là nghiệp vụ chuyển giao vốn có khả năng thanh toán cao, ít xảy ra rủi ro đối với người đầu tư.
Thị trường tiền tệ là nơi mua bán các loại chứng từ có giá ngắn hạn, nơi đáp ứng nhu cầu vốn ngắn hạn của nền kinh tế.

## Phân loại
Thị trường tiền tệ được phân loại căn cứ vào cách thức tổ chức hay loại công cụ.

### Phân loại theo cách thức tổ chức
Nếu căn cứ theo cơ cấu tổ chức thị trường tiền tệ được chia thành 2 cấp: là thị trường tiền tệ sơ cấp và thị trường tiền tệ thứ cấp.
- Thị trường tiền tệ sơ cấp: là nơi chuyên phát hành các loại trái phiếu mới của ngân hàng, công ty tài chính, kho bạc... Thị trường tiền tệ sơ cấp thật sự là nơi tìm vốn của người phát hành trái phiếu và cung ứng vốn của người mua trái phiếu.
- Thị trường tiền tệ thứ cấp: chuyên tổ chức mua bán các loại trái phiếu đã phát hành ở thị trường sơ cấp, nhưng lại mang tính chất chuyển hóa hình thái vốn. Tức là, trái phiếu có hình thái hiện vật cụ thể là máy móc, vật tư... bây giờ họ lại cần tiền, nghĩa là cần vốn dưới hình thái tiền tệ.

### Phân loại theo công cụ nợ
Nếu căn cứ vào các loại công cụ tham gia trên thị trường thì thị trường tiền tệ bao gồm:
- Thị trường vay nợ ngắn hạn giữa các tổ chức tín dụng dưới sự điều hành của ngân hàng trung ương.
- Thị trường trái phiếu ngắn hạn và thị trường các loại chứng từ có giá khác như: kỳ phiếu thương mại, khế ước giao hàng, tín phiếu của các công ty tài chính, chứng chỉ tiền gửi tiết kiệm, kỳ phiếu ngân hàng...